# Mèche à feu
Pour les articles homonymes, voir mèche.

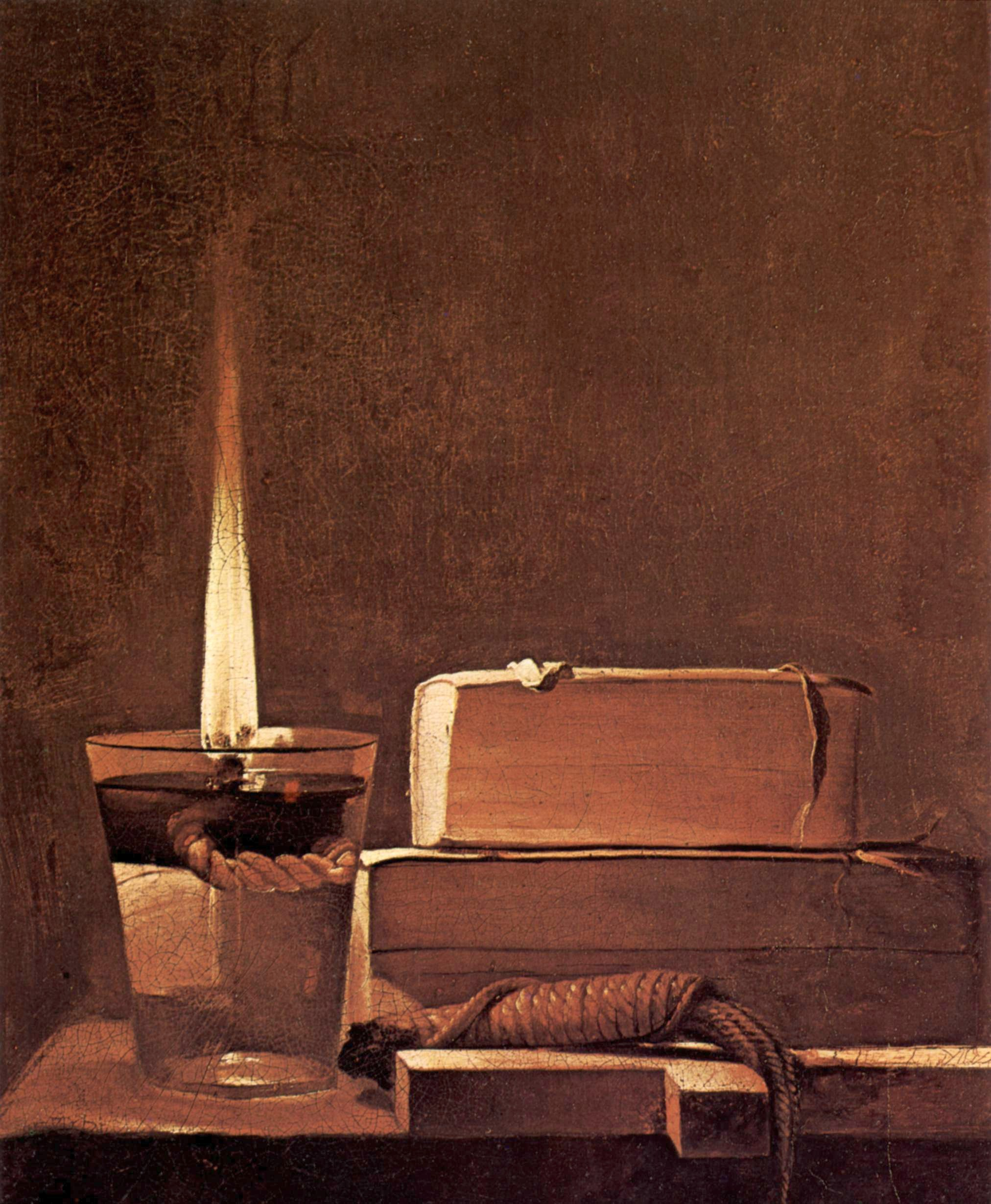
Peinture de Georges de La Tour

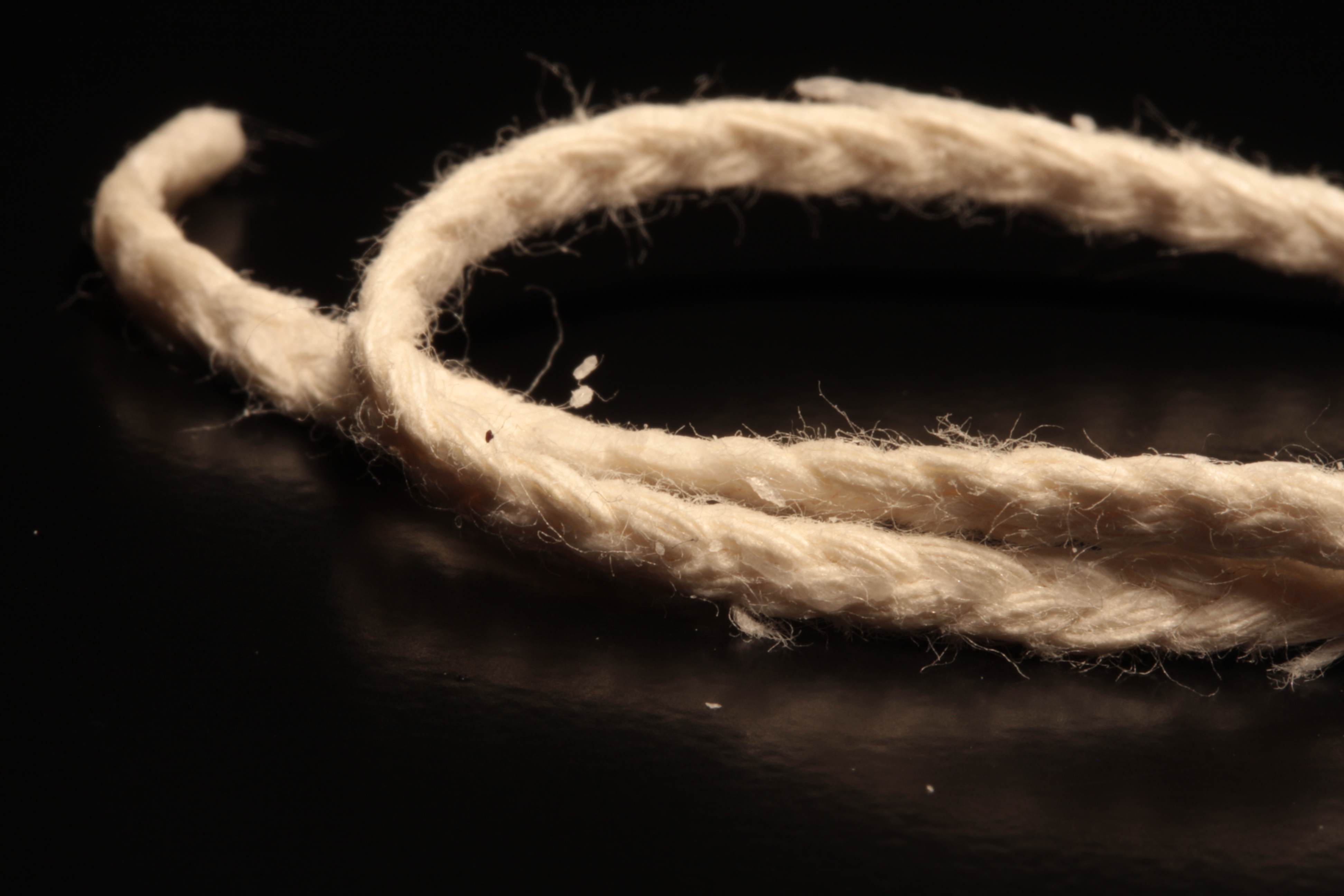
Mèche moderne de coton.

La mèche est une ficelle ou une corde de fibres tordues, tressés lâchement, qu'on met dans une bougie, un briquet, une lampe à pétrole ou à huile ou une ancienne arme à feu. 
Une mèche a l'avantage de tirer une quantité constante de graisse de la lampe à huile vers la flamme par capillarité. Des matériaux communément utilisés pour construire des mèches sont le coton, le papier.
C'est Aimé Argand (1750-1803), physicien et chimiste suisse, qui substitua aux mèches pleines, qui donnaient beaucoup de fumée et peu de lumière, des mèches en forme de cylindre creux.
D'autres matériaux, ceux-ci ininflammables, peuvent être utilisés leurs propriétés de capillarité. La mèche au bout de la torche des cracheurs de feu est généralement de Kevlar, un produit très absorbant qui résiste très bien au feu.
Des mèches étaient utilisées pour bouter le feu dans des canons ou autres armes à feu telles l'arquebuse, ou pour allumer des charges d'explosif.